# William McCrea

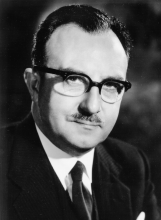
William McCrea

Sir William Hunter McCrea (* 13. Dezember 1904 in Dublin; † 25. April 1999) war ein irischer Astronom und Mathematiker.

## Leben
William McCrea wurde am 13. Dezember 1904 als ältestes Kind von Robert Hunter McCrea und Margaret Hutton geboren. McCrea studierte am Trinity College der Universität Cambridge, wurde dort 1930 promoviert und lehrte an der Universität Edinburgh sowie am Imperial College London, bevor er 1936 als Professor für Mathematik an die Queen’s University of Belfast wechselte.
1931 wurde McCrea als ordentliches Mitglied ("Fellow") in die Royal Society of Edinburgh gewählt. 1952 wurde er Fellow der Royal Society. Er war von 1961 bis 1963 Präsident der Royal Astronomical Society. Im Jahr 1972 wurde er zum Mitglied der Leopoldina gewählt. 1976 wurde er mit der Goldmedaille der Royal Astronomical Society ausgezeichnet. 1985 wurde er zum Ritter (Knight Bachelor) geschlagen.